# Bellona's Husband: A Romance
Bellona's Husband: A Romance es una novela de ciencia ficción de 1887 de William James Roe, publicada bajo su seudónimo Hudor Genone. Es una historia de una sociedad utópica en Marte donde todos envejecen en reversa. Recibió críticas mixtas tras su lanzamiento, y las evaluaciones posteriores han reiterado en gran medida los puntos principales de las mismas.

## Sinopsis
El protagonista Archibald Holt invierte una moderada suma de dinero en el último invento del profesor Garrett: una nave espacial en forma de «disco etéreo», impulsada por el novedoso material «hidrogenio» que permite la antigravedad. Despegan hacia Marte junto con un tercer miembro de la expedición, Trip. Al acercarse, ven que las lunas marcianas de Deimos y Fobos también son naves espaciales, aunque abandonadas. Al aterrizar en Marte, ven a un anciano desnudo vagando por el desierto; Garrett postula que lo han dejado morir como una forma de control demográfico maltusiano. Una vez que ingresan a la sociedad marciana, descubren que los marcianos hablan inglés. A Garrett le preocupa que esto signifique que Marte ha sido colonizado desde la Tierra y que, por lo tanto, la patente de su método de viaje espacial sería inválida. Sin embargo, resulta ser el resultado del desarrollo de la vida de la misma manera en Marte que en la Tierra, y los marcianos han evolucionado más que la Tierra para lograr un lenguaje universal hablado por todo el planeta. El trío rápidamente entra en conflicto con el sistema legal marciano, que se basa en la estricta adherencia a la verdad literal en todo momento.
Holt, aunque ya está casado en la Tierra, se enamora de una mujer marciana, Bellona Harbinger, y los dos se comprometen. En este punto, los terrícolas descubren que los marcianos envejecen al revés: el anciano que vieron al llegar en realidad estaba naciendo, no muriendo. Bellona, aunque aparenta tener veinte años, en realidad tiene ochenta años y ha enviudado varias veces. Holt es dado la tarea de encontrar al tío de Bellona, que está a punto de nacer. Encuentra a un hombre que se ajusta a la descripción, pero sospecha cuando reconoce que los zapatos del hombre fueron hechos en la Tierra. El hombre se revela como el físico cubano Palma Zanchese, quien se aventuró a Marte antes de la expedición de Garrett y fue confundido con un marciano mágico que «nunca envejece» (es decir, nunca rejuvenece) cuando fue a nadar, y decidió seguirles el juego. Zanchese y Holt combinan lo último del hidrogenio que queda de sus respectivos viajes para impulsar una sola nave espacial y regresar a la Tierra, dejando a Garrett y Trip en Marte.

## Historial de publicación

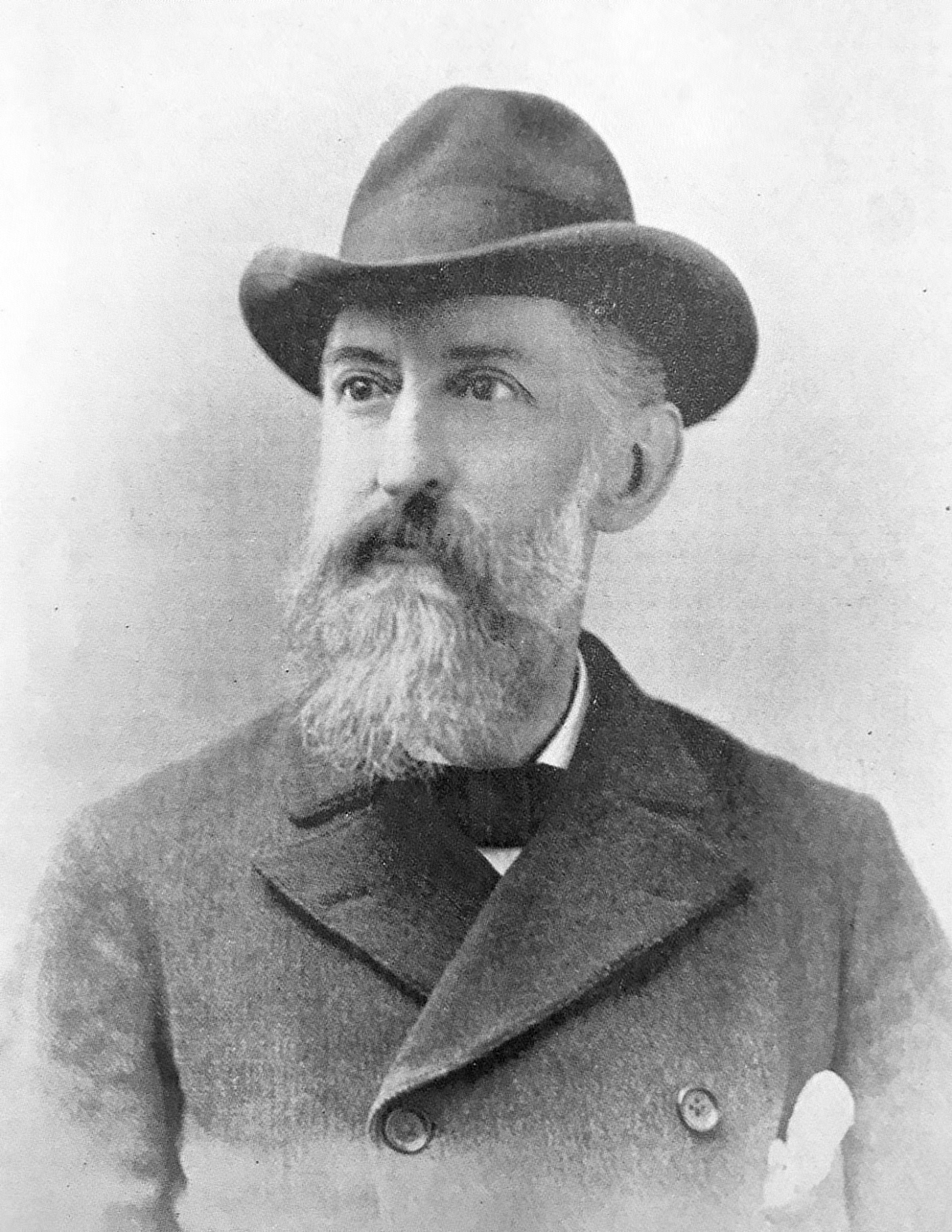
Autor William James Roe.

El libro fue publicado en 1887 por J. B. Lippincott & Co. bajo el seudónimo de Roe, Hudor Genone. A lo largo del siglo XX, nunca vio una reimpresión.
Roe había escrito previamente la novela satírica Inquirendo Island, que fue publicada por G. P. Putnam's Sons en 1886, también bajo el seudónimo de Genone. Bellona's Husband fue comercializado como «por Hudor Genone, autor de Inquirendo Island».

## Recepción

### Contemporánea
Las reseñas tras el lanzamiento inicial fueron mixtas. Una reseña de 1887 en el New York Tribune, reimpresa por varios medios, decía que si bien la obra demostró cierto talento de su autor, la ejecución «no estuvo exenta del defecto de la torpeza». Maurice F. Egan, en la edición de octubre de 1887 de The Catholic World, describió la historia como «divertida pero no escrita con mucho cuidado». Una reseña de la edición del 15 de septiembre de 1887 de la revista The Independent de Nueva York decía que, si bien el libro es ocasionalmente bastante humorístico, describiéndolo como burlesco, el autor «como satírico muestra una pluma poco afilada». La reseña también criticó el tono moral de la obra y la falta de refinamiento percibida, y concluyó que el libro es «[apta] para el salón de fumadores más que para la mesa de la biblioteca».
En el lado negativo, una reseña en la edición del 30 de julio de 1887 de la revista The Critic de Nueva York dijo que el único aspecto bueno del libro era el concepto de que los marcianos envejecían hacia atrás, encontrando que la trama era «tosca, desagradable y plana», y describiendo la impresión general como «un esfuerzo largo, elaborado y exhaustivo por ser divertido». La edición de octubre de 1887 de The Atlantic Monthly decía de manera similar: «La mera excentricidad está muy alejada de la originalidad y esta desconcertante y loca pieza de ficción no tiene el encanto de las tonterías bondadosas».
En el lado positivo, la edición del 25 de junio de 1887 de la publicación de Filadelfia The American describió el libro como «deliciosamente absurdo pero cuidadosamente natural» y lo recomendó enérgicamente por sus cualidades humorísticas sobre todo, aunque encontró que el ritmo era demasiado lento a veces, y recomendaba omitir el posfacio por razones de socavar los mensajes serios del libro. Una breve descripción del libro en la edición de junio de 1887 de Book Chat señaló el cortejo como una parte interesante de la novela. La edición de Public Opinion del 2 de julio de 1887 dijo que el libro tenía serios defectos pero que, sin embargo, era una lectura agradable, y predijo que sería «profundamente reprendido por unos pocos y extravagantemente aplaudido por miles que leerán la extraña historia con asombro y deleite». En particular, la reseña elogió la descripción de la sociedad marciana como vehículo para la sátira y el comentario social, aunque no alcanzaba la calidad de las obras de Jonathan Swift o Julio Verne. La edición del 15 de agosto de 1887 de The American Bookseller elogió el humor de la pieza y, en particular, el elemento de sátira, diciendo que esos factores superaban las deficiencias que se encuentran en la narración y concluyendo que «Hay una vena innegable de talento en el autor». La edición de The Annual American Catalogue de 1887 describió sus principales características como «originalidad y un humor bastante amplio».
Las características recurrentes en estas reseñas incluyen comentar sobre la inverosimilitud de que los marcianos hablen inglés, y compararlo, al menos un tanto desfavorablemente, con el trabajo anterior de Roe, la novela de 1886 Inquirendo Island.

### Posterior
E. F. Bleiler, en la obra de referencia de 1990 Science-Fiction: The Early Years, elogia el aspecto misterioso mientras comenta que el libro carece de «la claridad de Inquirendo Island». El crítico de ciencia ficción Robert Crossley, en el libro de no ficción de 2011 Imagining Mars: A Literary History, escribe que «de todos los libros marcianos de las décadas de 1880 y 1890, Bellona's [Husband] está más cerca de ser pura fantasía». En opinión de Crossley, el libro no alcanza la calidad satírica de las obras de Jonathan Swift, pero sin embargo sirve como precursor de posteriores obras de sátira ambientadas en Marte. Escribiendo en The Encyclopedia of Science Fiction, John Clute comenta que Bellona's Husband: A Romance «puede ser el ejemplo más antiguo del cuento Time in Reverse presentado en forma narrativa completa». De manera más general, dice Clute, «las novelas de Genone se destacan en virtud de la acritud intermitente pero genuina de su pensamiento». Mike Ashley comenta que la obra es un ejemplo de la tendencia de la época de que los marcianos hablaran inglés como consecuencia de la evolución paralela, y George Edgar Slusser la identifica como perteneciente a la tradición de la ficción utópica ambientada en Marte.